# Tribuna.com
Tribuna.com (также известная как «Трибуна») — международное спортивное диджитал-издательство, основанное в 2010 году. Портал освещает спортивные события на девяти языках и включает белорусскую, украинскую и международную редакции. Помимо публикации новостей, «Трибуна» разрабатывает спортивные приложения и имеет широкую сеть групп в социальных сетях.
После президентских выборов 2020 года издание и его сотрудники подверглись преследованиям на территории Беларуси. После начала полномасштабной войны в Украине «Трибуна» поддержала гуманитарные инициативы и реализует кампании в поддержку украинского спорта.

## История
В 2010 году был зарегистрирован спортивный ресурс Goals.by. В 2014 году он объединился со спортивным порталом Sports.ru, сохранив редакцию и перейдя на новую платформу. С этого момента редакция начала работу под брендом «Трибуна». В начале 2020 года Sports.ru был продан, а в руках основателей осталась украинская, белорусская и международная версия «Трибуны».
В компании работает более 150 сотрудников из более чем 30 стран. На 2020 год почти 30 человек работало в украинской редакции. Около двух третей коллектива занимается редакционной работой, а остальные — разработкой веб-сайта, приложений и управлением продуктами.
Помимо русского, украинского и белорусского, «Трибуна» также работает на английском, испанском, французском, итальянском, немецком и арабском языках. В каждой из европейских стран аудитория языковых разделов достигает миллиона человек.
До начала полномасштабной войны в Украине компания придерживалась рекламной модели дохода, однако после этого была вынуждена пересмотреть стратегию в пользу премиум-подписок и партнёрского маркетинга.

## Редакции

### Международная (tribuna.com)
Международная редакция была запущена в 2010 году. В ней работает более 50 журналистов. В 2014 году Tribuna Digital выпустила своё первое приложение ориентированное на международный рынок.
Изначально «Трибуна» создавала свои продукты для Беларуси и Украины, но позже вышла на международный уровень, начав разработку приложений для таких футбольных клубов, как Барселона, Реал Мадрид, Ливерпуль, Челси, Манчестер Юнайтед, Бавария, Милан и других. К октябрю 2024 года эти приложения были скачаны более 5 миллионов раз. В социальных сетях издания насчитывается более 15 миллионов подписчиков, при этом группа «Барселоны» в Facebook имеет более 3 миллионов подписчиков.

### Белорусская (by.tribuna.com)
В 2014 году спортивный сайт Goals.by объединился с компанией Tribuna Digital и начал работу под брендом «Трибуна» (by.tribuna.com). В 2018 году портал занял 9-е место среди белорусских интернет-медиа, а также стал самым популярным спортивным веб-изданием в Беларуси.
В 2019 году аудитория портала «Трибуна» достигала 700 тысяч просмотров ежемесячно. По воскресеньям социальные сети издания вели на белорусском языке. Несмотря на блокировку в 2020 году, издание оставалось окупаемым, однако после того как его признали экстремистским в 2021 году, оно было вынуждено расстаться с рекламодателями из страны. С момента блокировки «Трибуна» продолжала оставаться самым популярным спортивным изданием в Беларуси.
С началом полномасштабной войны в Украине редакция была вынуждена вновь покинуть страну, где находилась после вынужденного отъезда из Беларуси. 6 октября 2022 года соучредитель «Трибуны» Дмитрий Навоша объявил о переходе издания на белорусский язык. Это решение было позитивно воспринято редакцией, СМИ и пользователями. Белорусскоязычная версия стабильно достигала 38-40 % от всех просмотров портала.

#### Преследование
Во время президентских выборов 9 августа 2020 года сайт издания был заблокирован. 6 августа 2021 года суд в Беларуси признал спортивный портал экстремистским. Это решение было принято по ходатайству МВД, которое обвинило издание в публикации «материалов, призывающих к экстремистской деятельности». Кроме того, экстремистскими были признаны зеркала сайта, приложение и бот проекта. За это время сотрудников издания неоднократно задерживали. После ареста журналиста Александра Ивулина 3 июня 2021 года вся редакция была вынуждена уехать в Украину. 1 сентября 2021 года обыск прошел в квартире, где ранее жил руководитель издания Максим Березинский. 18 января 2023 года к 12 годам колонии заочно приговорили основателя «Трибуны» Дмитрия Навошу. 5 декабря 2023 года издание было признано экстремистским формированием.

### Украинская (ua.tribuna.com)
Украинская версия портала была запущена в 2013 году. В 2019 году сайт украинской «Трибуны» ежемесячно посещало 1,3 миллиона пользователей. До начала полномасштабной войны аудитория проекта выросла до 6 миллионов читателей в месяц. Также издание было прибыльным. Однако после полномасштабного российского вторжения все рекламные кампании были приостановлены.
Число просмотров и размер аудитории сократились в четыре раза. Однако после освобождения Киевской, Харьковской, Сумской и Черниговской областей количество пользователей начало постепенно восстанавливаться. В августе-сентябре 2022 года аудитория вернулась к уровням, близким к довоенным, достигнув около 5 миллионов читателей в месяц.

#### Инициативы редакции во время войны
В начале войны портал запустил инициативу «Sports For Ukraine». В ней приняли участие такие известные спортсмены, как Андрей Шевченко, Александр Зинченко, Роберт Левандовски, Жан Беленюк и другие. Помимо этого, с начала войны издание активно поддерживало благотворительные инициативы, благодаря которым удалось собрать сотни тысяч долларов на различные гуманитарные проекты.
6 октября 2022 года украинская Трибуна совместно с медиагруппой «1+1» и при поддержке Министерства молодежи и спорта Украины объявили о запуске проекта «Спортивный фронт». Целью сотрудничества двух команд стала поддержка украинского спорта, бойкот спортсменам, которые либо не выразили свою позицию по поводу войны, либо открыто поддержали российских агрессоров. Кроме того, проект был направлен на привлечение внимания мирового сообщества к необходимости блокировать участие российских и белорусских сборных в международных соревнованиях. 24 ноября 2022 года Верховная Рада Украины поручила редакции Трибуны составить санкционный список спортсменов из России и Беларуси, публично поддержавших российско-украинскую войну.